# خوسيه باتشيكو غوميز
خوسيه باتشيكو غوميز (بالإسبانية: José Pacheco)‏ (14 يناير 1947 في إسبانيا - 27 سبتمبر 2022) هو لاعب كرة قدم إسباني في مركز حراسة المرمى. لعب مع أتلتيكو مدريد.

## وصلات خارجية
- خوسيه باتشيكو غوميز على موقع الاتحاد الأوربي (الإنجليزية)
- خوسيه باتشيكو غوميز على موقع قاعدة بيانات كرة القدم.إي يو (الإنجليزية)